# Sentier de grande randonnée 223
Le sentier de grande randonnée 223 (GR 223), en France, relie Honfleur au mont Saint-Michel en suivant à peu près la côte des départements du Calvados et de la  Manche. Il fait office de sentier littoral sur une grande partie de son linéaire. Le parcours est marqué par une importante variété de paysages, de géologie et d'urbanisation :
- traversée des stations balnéaires du Calvados sur la Côte de Grâce, le Côte Fleurie et la côte de Nacre
- plages du débarquement : Juno Beach, Sword Beach, Gold Beach, Omaha Beach, Utah Beach et autres témoignages des combats de la Seconde Guerre mondiale
- marais de la côte orientale du Cotentin
- patrimoine de Vauban à Saint-Vaast-la-Hougue
- nombreux feux et phares, dont le deuxième plus haut de France à Gatteville-le-Phare
- port maritime de Cherbourg-en-Cotentin
- côté plus sauvage du nord
- patrimoine industriel avec l'usine de traitement des déchets de La Hague et la centrale nucléaire de Flamanville
- falaises rocheuses de la pointe ouest du Cotentin avec le cap de la Hague et le nez de Jobourg
- dunes de Biville
- les havres de la façade ouest,
- les falaises au sud-ouest du Cotentin
- les polders avant de rejoindre le mont Saint-Michel.

## Parcours
D'est en ouest, le GR traverse les communes suivantes (sans exhaustivité)
- Honfleur
- Pennedepie
- Cricqueboeuf
- Villerville
- Trouville-sur-Mer
- Deauville
- Tourgéville
- Benerville-sur-Mer
- Blonville-sur-Mer
- Villers-sur-Mer
- Auberville
- Gonneville-sur-Mer
- Houlgate
- Dives-sur-Mer
- Cabourg
- Le-Hôme-Varaville
- Gonneville-en-Auge
- Merville-Franceville-Plage
- Sallenelles
- Amfreville
- Ranville
- Bénouville
- Biéville-Beuville
- Périers-sur-le-Dan
- Mathieu
- Anisy
- Colomby-Anguerny
- Basly
- Fontaine-Henry
- Amblie
- Le Fresne-Camilly
- Cully
- Lantheuil
- Creully sur Seulles
- Bazenville
- Meuvaines
- Saint-Côme-de-Fresné
- Arromanches-les-Bains
- Tracy-sur-Mer
- Manvieux
- Longues-sur-Mer
- Commes
- Port-en-Bessin
- Aure-sur-Mer
- Colleville-sur-Mer
- Saint-Laurent-sur-Mer
- Vierville-sur-Mer
- Louvières
- Englesqueville-la-Percée
- Cricqueville-en-Bessin
- Saint-Pierre-du-Mont
- Grandcamp-Maisy
- Géfosse-Fontenay
- Osmanville
- Isigny-sur-Mer
- Saint-Hilaire-Petitville
- Carentan-les-Marais
- Vierville
- Brucheville
- Sainte-Marie-du-Mont
- Audouville-la-Hubert
- Saint-Martin-de-Varreville
- Saint-Germain-de-Varreville
- Turqueville
- Sainte-Mère-l'Eglise
- Neuville-au-Plain
- Fresville
- Emondeville
- Joganville
- Saint-Floxel
- Montebourg
- Fontenay-sur-Mer
- Ozeville
- Quinéville
- Lestre
- Aumeville-Lestre
- Crasville
- Morsalines
- Quettehou
- Saint-Vaast-la-Hougue
- Réville
- Montfarville
- Barfleur
- Gatteville-le-Phare
- Vicq-sur-mer
- Fermanville
- Cherbourg-en-Cotentin
- La Hague
- Siouville-Hague
- Flamanville
- Les Pieux
- Le Rozel
- Baubigny
- Barneville-Carteret
- Saint-Jean-de-la-Rivière
- Saint-Georges-de-la-Rivière
- Port-Bail-sur-Mer
- Breteville-sur-Ay
- Saint-Germain-sur-Ay
- Lessay
- Créances
- Pirou
- Geffosses
- Gouville-sur-Mer
- Blainville-sur-Mer
- Agon-Coutainville
- Tourville-sur-Sienne
- Heugueville-sur-Sienne
- Orval sur Sienne
- Regnéville-sur-Mer
- Montmartin-sur-Mer
- Hauteville-sur-Mer
- Tourneville-sur-Mer
- Bricqueville-sur-Mer
- Bréhal
- Coudeville-sur-Mer
- Bréville-sur-Mer
- Donville-les-Bains
- Granville
- Saint-Pair-sur-Mer
- Jullouville
- Carolles
- Champeaux
- Saint-Jean-le-Thomas
- Dragey-Ronthon
- Genêts
- Vains
- Marcey-les-Grèves
- Avranches
- Le Val-Saint-Père
- Pontaubault
- Céaux
- Courtils
- Huisnes-sur-Mer
- Pontorson
- Beauvoir
- Le Mont-Saint-Michel

Au départ de Honfleur, le sentier est commun avec le GR de Pays du tour du Pays d'Auge. Il monte sur les hauteurs de Honfleur au mont Joli où un large panorama se dévoile sur Honfleur et le pont de Normandie. Le sentier se poursuit sur le plateau jusqu'au bois du Breuil avant de descendre vers le village de Pennedepie. Il entre ensuite un peu dans les terres avant de traverser Villerville, lieu de tournage du film Un singe en hiver durant l'hiver 1961-1962.
Le sentier monte ensuite sur le plateau, évitant les falaises des Roches Noires et le front de mer de Trouville-sur-Mer. Il franchit la Touques par le pont des Belges, emprunte l'avenue de la République à Deauville, remonte vers le Vieux Deauville et traverse les anciennes batteries du mont Canisy situées sur les hauteurs de Berneville-sur-mer.
Le sentier redescend dans la plaine, coupe deux fois la voie ferrée, longe le marais de Blonville et passe en périphérie de Villers-sur-mer, où une borne sur le front de mer matérialise le passage du méridien de Greenwich.
Au carrefour de Bois Lurette, le GR223 s'écarte du GR de Pays d'Auge et poursuit sur le plateau qui domine les falaises des Vaches Noires. Il débouche à Houlgate avant de longer l'embouchure de la Dives face à la pointe de Cabourg. Une passerelle permet de basculer sur la commune de Cabourg où le GR suit le front de mer jusqu'au casino de Cabourg. De là, il s'enfonce un peu dans le pays d'Auge, traversant Varaville, Gonneville et Merville, avant de rejoindre la baie de l'Orne à Sallenelles. Le sentier remonte la rive droite de l'Orne. Il franchit le pont de Ranville, puis Pegasus Bridge et longe le canal de Caen à la mer jusqu'à Ouistreham ; il est alors commun avec le sentier de grande randonnée 36. Le sentier longe la côte de Nacre, puis continue jusqu'à Arromanches.

## Livres
Topoguide : https://boutique.ffrandonnee.fr/topo-guide-tour-du-cotentin